# 日本短波クラブ
日本短波クラブ（英語: Japan Short Wave Club, JSWC）とは、国際放送のBCLの聴取を趣味とする者の集まりで、会誌「SW DX GUIDE」(投稿の一部は英語表記)を発行している。

## 歴史
- 1952年（昭和27年） - 宮城県仙台市の学生の間で結成される。会長に辻川利雄が就任。

- 1977年  (昭和52年） -本部を東京都に移転、自民党の運輸族 小坂徳三郎代議士が名誉会長になる。

発行・印刷所はマグブロス。発行人の真神兄弟の名に因んだ。A4判変型カラー刷りに変更。ソニー、松下電器産業が広告を出広。秋葉原の電器店で、会報の市販を開始。これにより、郵送費を抑えるため、第三種郵便認可。主要放送局の番組表、誌上再録などを掲載。
1978年1月ごろ、会則が会報誌に掲載される。1978年、若しくは1979年1月号にて、ドレークなど海外メーカーを含む短波ラジオ・受信機メーカーのイチオシの商品が紹介される。誌面には不定期にNHKの国際放送「ラジオ日本」の英語番組"Tokyo Calling”内で放送を終えた同クラブ提供した”DX News"の放送原稿が掲載された。
機関誌編集担当の小林良夫は「NHKに提供した放送原稿は電波に残す旨」の発言を誌面に残している。
業務を(株)ウルム委託して商業化路線に移行する。事務所は千代田区御茶ノ水近くのマンションの一室に間借りしていた。終身会員制度などが導入される。
かつて日本に存在した宗教法人、テロ組織がロシアから日本向けに放送したオウム真理教放送の放送時間・周波数をアジア放送研究会、ラジオの製作(電波新聞社刊)とともに放送終了まで会報に掲載し続けた。
- 1983年 （昭和58年） - ソニー、松下電器産業が広告から撤退、財源は会費収入のみとなり、経営は既に破綻していた。B5判モノクロ版に変更。同年7月号表2ページで社告を掲載。『「短波」』編集部に労いの言葉を贈る一方で、これからは日本短波クラブが唯一の全国組織となるので、会員の積極的な参加を呼び掛けるも活動は低迷する。

長らく会報への投稿者が一桁となる。内紛により活動を縮小する。
- 1986年（昭和61年） - 本部を仙台に移転。仙台に本部を戻した最初の会報で古参会員の和田謙郎が東京スタッフを批判。会の執行部が投票などで選出されることはない。

- 2000年代 - 日本BCL連盟の機関誌から記事を無断転載。日本BCL連盟から抗議を受け、引用した編集者を担当から外し、執行部が誌上で謝罪する事態に追い込まれた。これは日本短波クラブの汚点となっている。

- 2002年（平成14年） - 日本短波クラブ結成50周年。50年史を纏めた50周年記念本を発行。
- 2012年 - 日本短波クラブ創立60周年記念誌を発行。
- 2022年 - 日本短波クラブ創立70周年記念誌を発行。

## 所在地
- 〒980-8691 仙台中央郵便局（郵便事業株式会社仙台支店）私書箱29号
- 〒100-8996 東京中央郵便局私書箱1665号
- 〒248-8691 鎌倉郵便局私書箱44号

※現在は会誌編集者の都合により、後者への連絡を望んでいる。

## 会費
入会金は、無料。年会費は、4,000円。
※高校生以下、及び特段の事情がある者は2,000円。(2009年度より値下げされた)

## SW DX GUIDE
日本短波クラブの会誌であり、A5判約30ページ立てで、毎月月末に発行されている。希望する会員には先行してPDFファイルにて無料配信されている。

### 内容
- DX NEWS (英文)（会員からの受信レポート及び国際放送スケジュール）
- 短波による英語放送スケジュール
- 月刊短波
- 世界の日本語放送スケジュール
- 日本語放送プラザ
- QSL INFORMATION
- 国内放送情報
- 理事会便り
- 会員便り
- クラブからのお知らせ
- 今月の一言
- その他

## その他
日本アマチュア無線連盟主催のアマチュア無線フェスティバル（ハムフェア）に出展している。ハムフェア会場で放送局の人気投票を発表している。
かつてはクラブ特製の英文受信報告書や同英文はがきなどを販売していた。
短波界の発展に寄与したもの、優れたレポートを送った会員に永井賞を授与している。永井賞(努力賞)は1977年、長谷厳、和田一郎の両氏の受賞以来、途絶えている。世界のラジオ・テレビのデータ集『World Radio TV Handbook（WRTH）』の取り次ぎ行っている。
- 小林良夫
- 川口大助

## 関連団体
- 日本BCL連盟
- アジア放送研究会